# Kernekraft i Danmark
Der har gennem tiden været planer om indførelse af kernekraft i Danmark (i daglig tale også kaldet atomkraft i Danmark). Den tidligere Forsøgsstation Risø (i dag DTU Risø Campus) har i perioden 1957-2001 drevet tre forsøgsreaktorer. Efter oliekrisen 1973 var det planen, at der skulle indføres kernekraft i Danmark, og regeringen udpegede i 1974 en række forslag til kraftværkernes placering. Som følge af voksende modstand i befolkningen, ikke mindst på grund af frygten for kernekraftulykker, blev planerne dog ikke iværksat, og i 1985 besluttede Folketinget, at kernekraft ikke skulle indgå i energiplanlægningen i Danmark.
I 2020'erne er der igen kommet voksende interesse for sagen som følge af planerne om at gøre Danmark klimaneutralt og mere selvforsynende med energi. Flere meningsmålinger har vist et flertal for at indføre kernekraft i Danmark. Danske beregninger peger dog på, at kernekraften med det nuværende teknologiske niveau ikke er omkostningseffektiv i forhold til de vedvarende energikilder, som den nuværende energiplanlægning bygger på. Der arbejdes imidlertid for at udvikle nyere generationer af kernekraft, som potentielt kan være mere effektive. I maj 2025 besluttede Regeringen Mette Frederiksen II at iværksætte et analysearbejde for at afdække muligheder og risici ved på længere sigt at bruge kernekraft som supplement i den danske energiforsyning.

## Historie

### Atomenergikommissionen
I de første år efter anden verdenskrig ønskede de store atommagter som USA og Storbritannien ikke at dele deres viden om kernekraft med andre lande og var derfor meget tilbageholdende med internationalt samarbejde på området. Men i 1953 ændrede USA holdning, da præsident Eisenhower gav tilsagn om at hjælpe andre nationer med den fredelige udnyttelse af kernekraft i forbindelse med oprettelsen af Det Internationale Atomenergiagentur IAEA. Efter opfordringer fra blandt andet Danmarks internationalt berømte atomfysiker Niels Bohr besluttede den danske regering derpå i januar 1955 at nedsætte Atomenergikommissionen med Bohr som formand, der skulle fremme "atomenergiens fredelige udnyttelse til samfundets tarv". Atomenergikommissionens vigtigste resultat blev opførelsen og driften af Forsøgsanlæg Risø (i dag DTU Risø Campus) fra 1956. Forsøgsanlægget blev en forskningsinstitution med på et tidspunkt 750 medarbejdere, der blev centrum for den danske forskning i kernekraft.

### Forsøgsstation Risø
Opførelsen af forsøgsanlægget blev påbegyndt i 1956 på halvøen Risø i Roskilde Fjord, og anlægget blev indviet i 1958. Der blev i alt opført tre reaktorer, beregnet til undervisning og forskning: DR1 (for "Dansk Reaktor 1") startede i 1957, DR2 i 1958 og DR3 i 1960. Deres effekt var henholdsvis 2kW, 5 MW og 10 MW. DR2's drift ophørte igen i 1975, mens DR1 og DR3 fortsatte indtil henholdsvis 2001 og 2000.

### Energidebatten i 1970'erne
Energiforsyningen i Danmark hvilede i 1950'erne og 1960'erne i høj grad på import af olie, og olien var så billig, at der ikke var særlig økonomisk interesse i at bygge kommercielt drevne kernekraftværker. I starten af 1970'erne stod importeret olie for at dække 90 % af Danmarks energiforbrug. Oliekrisen 1973, hvor olieprisen blev mere end fordoblet og udløste en lavkonjunktur i både Danmark og de fleste andre vestlige lande, gjorde imidlertid både olien langt dyrere og satte spørgsmålstegn ved forsyningssikkerheden. Det satte gang i en voldsom energidebat om, hvilke energikilder Danmarks energiforbrug skulle hvile på fremover. Energipolitikken blev fra og med den første landsdækkende energiplan i 1976 flerstrenget. Hovedhensynet var forsyningssikkerhed, og det ville man opnå ved omlægning af elproduktionen fra olie til kul, udbredelse af den danske naturgas, vægt på energibesparelser og på større brug af vedvarende energi samt forøgelse af udvindingen af olie og gas fra den danske del af Nordsøen.
I de officielle planer indgik i første omgang også kernekraft, som allerede blev anvendt i de to nabolande Tyskland og Sverige. I 1974 mente et folketingsflertal, at der inden 1995 skulle bygges fem danske kernekraftværker, idet spørgsmålet om værkernes sikkerhed dog først skulle undersøges nærmere, inden byggeriet skulle påbegyndes. Samme år blev der udpeget ni lokaliteter i Jylland og på Fyn, hvor der kunne bygges kernekraftværker. Et af de mest kendte planlagte steder var Gyllingnæs ved Odder..

### Modstand i befolkningen
Samtidig opstod der imidlertid også en organiseret modstand imod kernekraft i befolkningen. Organisationen til Oplysning om Atomkraft (OOA) blev dannet samme år og spredte sig med lokale grupper i landet, der argumenterede imod kernekraft i kampagner og medier, primært på grund af risikoen for ulykker. Kernekrafttilhængerne organiserede sig i organisationen Reel Energi Oplysning (REO), men den opnåede ikke samme tilslutning som OOA. Da Sverige i 1975 indviede Barsebäckværket blot 20 km fra København, tog bekymringen og modstanden til. Efter en alvorlig kernekraftulykke på Tremileøen i USA i 1979 voksede modstanden yderligere, og i 1980 meddelte den danske statsminister Anker Jørgensen, at planerne om indførelse af kernekraft var sat i bero. I 1985 vedtog Folketinget, at kernekraft ikke længere skulle være en del af Danmarks energiplanlægning. Flertallet, der havde fremlagt og stemte for beslutningsforslaget med 79 stemmer efter andenbehandlingen, bestod af S, SF, RV og VS. Partierne, der stemte imod beslutningsforslaget med 67 stemmer, var KF, V, CD, KrF og FP.
Året efter skete en alvorlig ulykke på det sovjetiske kernekraftværk i Tjernobyl i Ukraine, der cementerede befolkningens modstand imod kernekraft. Energipolitikken udviklede sig yderligere med større vægt på miljøhensyn fra 1990 og på færre udledninger af drivhusgasser fra 1996 som følge af stigende bekymring for den globale opvarmning. Dermed påbegyndtes en udfasning af kul og en kraftig stigning i brugen af vedvarende energikilder.

### Forskningscenter Risø
Forsøgsstation Risø skiftede navn til Forskningscenter Risø, og stedets hovedaktivitet blev forskning i alternativ energi, især vindmøller. Efter en fusion med flere andre forskningscentre i 2007 skiftede institutionen igen navn og blev til DTU Risø Campus. De gamle reaktorer på Risø er blevet demonteret, og i 2003 blev den statslige virksomhed Dansk Dekommissionering dannet, der afviklede de nukleare anlæg og foreløbig er ansvarlig for opbevaringen af de radioaktive materialer herfra. Langt hovedparten af det brugte brændsel er blevet taget tilbage af USA, som Risø havde leveranceaftale med. Der er derfor kun mindre mængder langlivet højradioaktivt affald til deponering, mens hovedparten af affaldet til deponering udgøres af mellemradioaktivt affald og lavradioaktivt affald.

## Fornyet debat i 2020'erne
Den grønne omstilling har efterhånden på ny skabt større interesse for kernekraft i Danmark. I 2022 blev debatten om kernekraft i Danmark for alvor genoplivet, da en meningsmåling for første gang i flere årtier pegede på et snævert flertal for at indføre kernekraft, og emnet blev taget op i valgkampen ved årets folketingsvalg.

### Meningsmålinger
Siden 1980'erne havde meningsmålinger regelmæssigt vist et flertal i den danske befolkning imod atomkraft. I 2007 var næsten tre fjerdedele af de adspurgte imod, men siden voksede ja-siden gradvis i målingerne. I marts 2022 viste en måling foretaget for TV 2 Nyhederne og Politiken stadig et snævert flertal imod a-kraft i Danmark, hvor 43 % ville stemme nej ved en folkeafstemning, mens 39 % ville stemme ja. I september 2022 viste en ny undersøgelse betalt af kernekraftselskabet Seaborg Technologies imidlertid, at 46 % ville stemme ja mod 39 %, der ville stemme nej. Forskere vurderede, at stemningsskiftet på netop dette tidspunkt især skyldtes energikrisen samme år, hvor prisen på gas og andre energikilder steg kraftigt i kølvandet på Ruslands invasion af Ukraine.
I august 2023 viste en meningsmåling foretaget for DR og Altinget.dk, at 55 % af danskerne var positive overfor at undersøge muligheden for at udvikle kernekraft som energikilde i Danmark, mens 26 % var imod, og 19 % svarede "ved ikke". I januar 2025 fortalte en anden meningsmåling foretaget for energiselskabet Kärnfull Energi, at 55 % af de adspurgte danskere ville stemme ja ved en folkeafstemning om kernekraft i Danmark, mens 27 % ville stemme nej, og 18 % svarede "ved ikke".

### Politisk debat
Under valgkampen op til folketingsvalget 2022 dukkede spørgsmålet også op. Her blev kernekraft nævnt som en måde at sikre selvforsyning med energi. Blandt andre argumenter var, at kernekraftenergi  stort set ikke medfører udledninger af drivhusgasser, og at kernekraft-teknologien havde udviklet sig siden 1980'erne. Klima-, energi- og forsyningsminister Lars Aagaard sagde i februar 2024, at han anså det for udelukket, at traditionel kernekraft ville have en fremtid i Danmark. Derimod mente han, at man skulle være åben overfor at se på nye løsninger i form af nyere generationer af kernekraftteknologi, hvis de kunne levere energi sikkert og til en attraktiv pris. Han tilføjede dog, at han ikke var bekendt med, at der fandtes kernekraftteknologi noget sted i verden, som kunne fremstille energi til samme prisniveau som den nuværende danske vedvarende energiproduktion. I maj 2025 meddelte Aagaard, at regeringen ville udarbejde en grundig analysearbejde, som skulle afveje muligheder og risici ved at benytte atomkraft som supplement til sol- og vindenergien i den fremtidige danske energiforsyning. Han slog samtidig fast, at konventionel atomkraft ikke ville være relevant i Danmark, men at man ville analyser fordelene og ulemperne ved at kunne bruge små modulære reaktorer, som er under udvikling forskellige steder, i den fremtidige energiforsyning.

## Problemstillingen i 2020'erne
Pr. 2025 bygger den officielle danske energipolitik på et mål om at nedbringe udledningen af drivhusgasser i 2030 med 70 % af udledningsniveauet i 1990, opnå fuld klimaneutralitet i 2045 (dvs. 100 % reduktion) og et 110 % reduktionsniveau (hvor der opsuges flere drivhusgasser fra atmosfæren, end der udledes) i 2050. Det planlægges at ske ved udbygningen af vedvarende energi, blandt andet i form af flere havvindmøller samt energiparker til sol- og vindenergi på landjorden, højere produktion af biogas, der kan fortrænge russisk naturgas, elektrificering af bilparken og fremme af grønne brændstoffer til den tunge trafik. Fordele og ulemper ved en eventuel indførelse af kernekraft i Danmark skal dermed sammenlignes med alternativet i form af sådanne vedvarende energikilder.

### Pladskrav og forsyningssikkerhed
Tilhængere af kernekraft fremhæver, at i forhold til sol- og vindenergi på landjorden er kernekraft mindre pladskrævende. Den planlagte forøgelse af vedvarende energiproduktion på land forventes at lægge beslag på 1,3 % af Danmarks areal. Samtidig er kernekraft en stabil energikilde. Ifølge Bent Lauritzen, seniorforsker ved DTU, er kernekraft nemmere at kontrollere end sol- og vindenergi, der i sagens natur er afhængig af solskin og blæst, hvor begge dele varierer. Traditionel kernekraft afhænger af uran, som kan fås fra mange forskellige steder i verden, og et land som Danmark kan opbygge lagre til mange års forbrug. Brian Vad Mathiesen, professor i energiplanlægning ved Aalborg Universitet, har omvendt nævnt som et argument imod kernekraft, at uran hovedsagelig kommer fra fem lande: Niger, Rusland, Kasakhstan, Canada og Australien, som alle ligger udenfor EU, og at kernekraft dermed gør energiforsyningen mere afhængig af lande udenfor Europa.

### Etableringstid
En ulempe ved kernekraft i forhold til at ændre energiforsyningen i en kortere fremtid er, at det tager meget lang tid at opføre kernekraftværker. Det Internationale Energiagentur (IEA) anslår, at det tager 5-10 år at forberede opførelsen af et kernekraftværk, inden byggeriet overhovedet går i gang. Efterfølgende kan selve opførelsen tage yderligere syv år. Dermed er tidshorisonten i heldigste fald 12 år og kan sagtens blive længere. De meget store sikkerhedsforanstaltninger, der er nødvendige ved opførsel og drift af kernekraftværker, er en del af årsagen til den lange etableringstid. Meget store vedvarende energiprojekter som eksempelvis de danske foreslåede energiøer i Nordsøen og på Bornholm har dog også en meget lang tidshorisont.

### Radioaktivt affald
Kernekraftværker producerer radioaktivt affald, som skal deponeres, i nogle tilfælde i tusindevis af år. Dette fremhæves af modstandere som et af de uløste problemer ved kernekraften, hvor man i mange andre lande ikke har fundet nogen endelig løsning på problemet. I Danmark opbevares affaldet fra den tidligere forsøgsstation på Risø således fortsat under midlertidige forhold.

### Omkostninger ved kernekraft i forhold til vedvarende energi
Økonomien i eventuel kernekraftproduktion i Danmark er et vigtigt omdrejningspunkt for den faglige debat om kernekraftens rolle. I 2022 udsendte 16 forskere fra fem danske universiteter  rapporten "Fakta om Atomkraft: Input til en faktabaseret diskussion af fordele og ulemper ved atomkraft som en del af den grønne omstilling i Danmark." Her beregnede de, at moderne vesteuropæiske atomkraftværker var op til fem gange så langvarige at opføre og omkring dobbelt så dyre pr. kilowatttime som moderne danske vindmøller og solcelleanlæg, når man inddrog alle relevante omkostninger. Andre forskere pegede på, at nogle tidligere udenlandske undersøgelser havde givet et andet billede. Hertil svarede professor Henrik Lund fra Aalborg Universitet, der var en af rapportens medforfattere, at de tidligere undersøgelser dels brugte ældre og derfor mere utidssvarende data, dels udenlandske priser, som ikke var i overensstemmelse med de danske omkostninger for sol og vind.

#### Klimarådets analyse
I 2023 analyserede det uafhængige rådgivende organ Klimarådet i en rapport kernekraftens eventuelle rolle i et fremtidigt Danmark, hvor elforsyningen i langt højere grad end i dag er lagt an på sol- og vindenergi samt elhandel med nabolande. Problemstillingen er, at forsyning med disse to energikilder på grund af deres variation kan medføre et større antal strømafbrydelser end i dag i pressede vejrår med meget lidt vind og sol, og hvor nabolandene heller ikke producerer tilstrækkelig strøm. Der var derfor efter Klimarådets vurdering behov for, at der fra politisk side sikres en backup-teknologi til sådanne situationer. Kernekraft er en backup-mulighed, der potentielt kan løse dette problem. Klimarådets formand, økonomiprofessor Peter Møllgaard, vurderede dog, at kernekraft ikke var velegnet til denne rolle. Det skyldes, at kernekraften, der har høje etableringsomkostninger, men relativt lave driftsomkostninger, ikke er hensigtsmæssig til et formål, hvor den skal anvendes i relativt få af årets timer. Klimarådet anbefalede i stedet tre andre backup-teknoloiger, nemlig ellagring, fleksibelt elforbrug og reservekapacitet fra gasturbiner eller termiske kraftværker. Klimarådet vurderede samtidig, baseret på de nyeste tilgængelige elproduktionsomkostninger, at omkostningerne ved løbende strømforsyning fra kernekraft fremadrettet ville være væsentligt højere end for landvind, havvind og solceller opsat i Europa.

### Forskning og udvikling af kernekraft i Danmark
To danske opstartsvirksomheder, Saltfoss Energy og Copenhagen Atomics, forsøger at udvikle en ny generation af atomreaktorer, de såkaldte SMR'er (små modulære reaktorer), hvis ambition er at være mindre, billigere og angiveligt mere sikre end traditionel kernekraft. I januar 2024 oprettede Danmarks Tekniske Universitet et nyt center, "DTU Nuclear Energy Technology", der skulle konsolidere og styrke forskningen i kernekraftteknologi.